# Christoph Schappeler
Christoph Schappeler (San Gallo, 1472 – 1551) è stato un religioso svizzero.
Predicatore a Menningen dal 1513, insieme a Sebastian Lotzer fomentò la guerra dei contadini tedeschi. Dopo la sconfitta dei contadini tornò in Svizzera, ove occupò cariche ecclesiastiche di rilievo.